# Tarundia cintipennis
Tarundia cintipennis är en insektsart som beskrevs av Stsl 1862. Tarundia cintipennis ingår i släktet Tarundia och familjen Ricaniidae. Inga underarter finns listade i Catalogue of Life.